# رودريغو ريفيرو
رودريغو ريفيرو (بالإسبانية: Rodrigo Rivero)‏ (27 ديسمبر 1995 في الأوروغواي - ) هو لاعب كرة قدم أوروغواني في مركز الوسط. لعب مع مونتيفيديو واندررز.

## وصلات خارجية
- رودريغو ريفيرو على موقع قاعدة بيانات كرة القدم.إي يو (الإنجليزية)
- رودريغو ريفيرو على موقع Soccerway.com (الإنجليزية)